# 6589 Jankovich
A 6589 Jankovich (ideiglenes jelöléssel 1985 SL3) a Naprendszer kisbolygóövében található aszteroida. Nyikolaj Sztyepanovics Csernih,  Ljudmila Ivanovna Csernih fedezte fel 1985. szeptember 19-én.